# 하라다 사야카
하라다 사야카(일본어: 原田 彩楓 はらだ さやか[*], 1997년 12월 23일 ~ )는 일본의 여성 성우. 지바현 출신. 브이 포크 소속.